# Waacking
Le waacking est un style afro-américain de danse de rue qui provient des clubs homosexuels des États-Unis.

## Concept
Le waacking consiste à bouger les bras au rythme de la musique. Il met la danse hip-hop en avant, avec la reprise de quelques mouvements qui s'en inspirent. Il s'agit d'abord d'une gestuelle chorégraphiée inspirée des célébrités du Hollywood des années 1920, en imitant des attitudes de diva avec les bras au-dessus de la tête.

## Histoire
Le waacking est apparu dans les années 1970 à Los Angeles, s'inspirant de la musique funk et disco. À l'origine c'est une danse qui se veut être une imitation d'une danse sensuelle et féminine réalisée par des hommes. Il est parfois appelé « punking » à l'époque, les hommes gays étant souvent traités de punks (« nazes »),. Cette apparition se fait en parallèle de celle du voguing sur la côte est des États-Unis.
Ce style de danse prend de l'ampleur et atteint par la suite des hommes hétérosexuels, notamment dans l'émission Soul Train et lors de concerts de Diana Ross. Les hétéros renomment le punking en whacking, à partir de l'onomatopée « whack » symbolisant une gifle. La culture gay se réapproprie à nouveau le mot, l'orthographiant « waacking ». Avec l'arrivée du hip-hop, le waacking devient plus funk. On le danse sur toutes sortes de musiques, bien qu'historiquement le disco soit privilégié. Dans les années 1980 et 1990, avec la crise du SIDA,  la plupart des danseurs iconiques de l'époque meurent et le waacking disparaît presque.
En 2003, Brian Green, dit « Footwork », dénonce le manque de transmission de cette culture et se met à enseigner la discipline, qui gagne rapidement en popularité sur des sons electro. La danse apparaît en 2018, exécutée par la Française Josépha Madoki, dans le clip du titre Apeshit de Beyoncé et Jay-Z. En 2022, Gabriella Papadakis et Guillaume Cizeron apprennent le waacking pour une chorégraphie de danse sur glace.

## Personnalités notables
Les personnalités notables comprennent : Tyrone Proctor (1953-2020 ; pionnier du genre et ancien danseur de Soul Train),, Josépha Madoki,, Bruno Marignan, Sandrine Sainte Croix, Lil Kiss, Princess Lockeroo, Mariana Benenge, Mounia Nassangar, Habibitch et Boubou.